# Affiche féministe

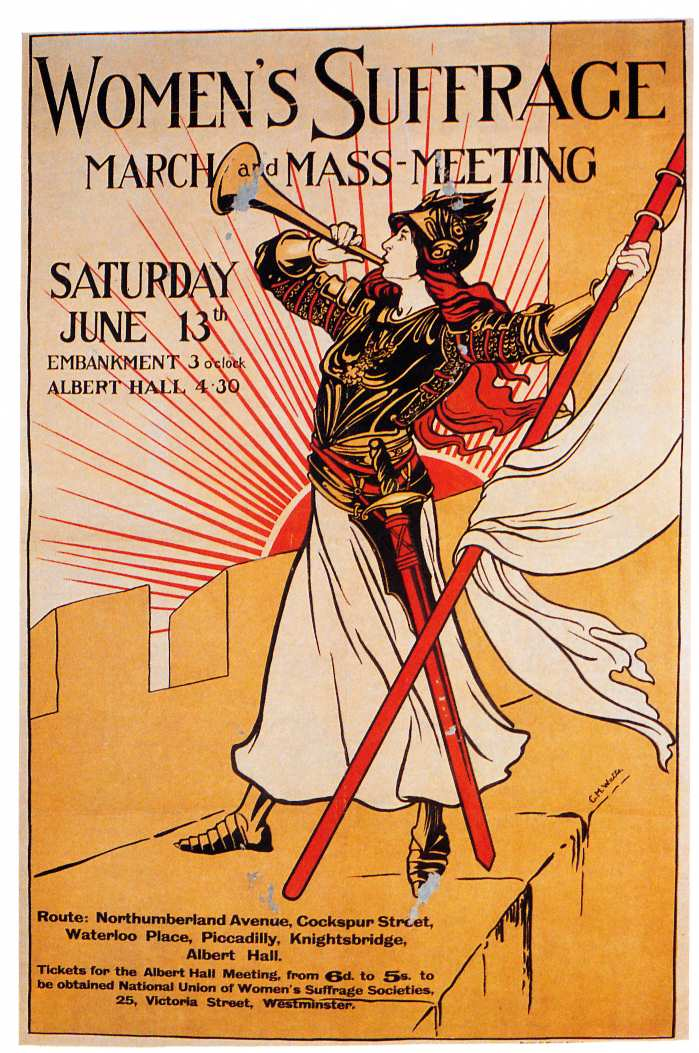
Affiche annonçant une manifestation et un meeting féministes organisé le 13 juin 1908 à Londres.

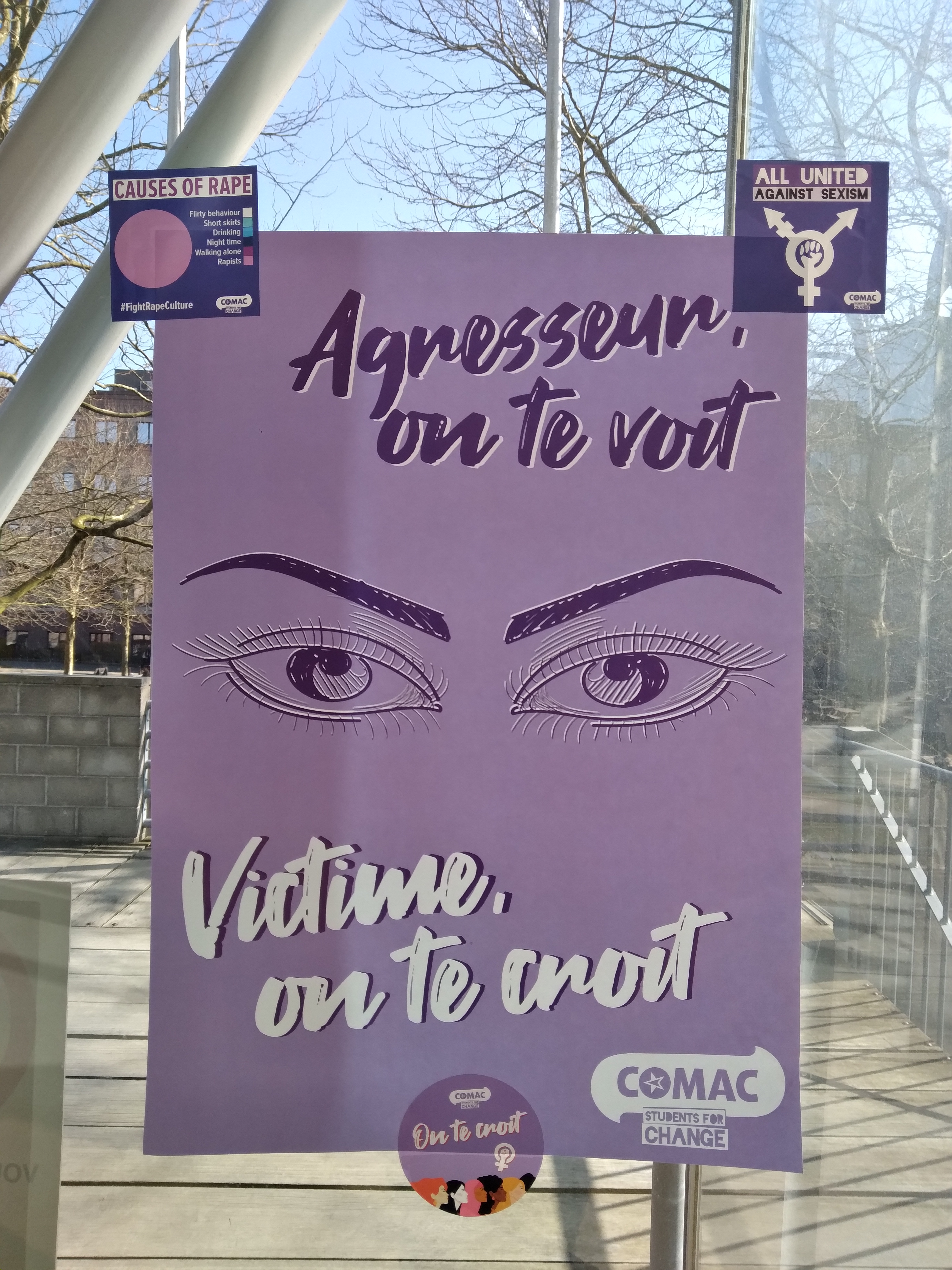
Une affiche féministe sur la porte d'un bâtiment universitaire en Belgique.

Une affiche féministe est une technique d'expression et de communication remontant au XIXe siècle, qui consiste à montrer ou à coller des affiches à message féministe dans l'espace public.

## Histoire
Pendant la Révolution française, Olympe de Gouges est la première femme à se servir d'affiches, alors dénommés « placards ». L'affichage féministe prend son essor au XIXe siècle à partir du début du mouvement pour les droits des femmes, et s'attaque à différentes luttes : liberté vestimentaire, droits politiques dont le droit de vote, liberté sexuelle.
Dans une époque contemporaine, les premières campagnes d'affichage unifiées et visibles apparaissent dans les années 1980. Les collages féministes apparaissent dans les années 2010 en France : basés sur l'écriture de grandes lettres noires chacune individuellement placées sur une feuille blanche A4, ils mettent en avant principalement des messages contre les féminicides avant de s'étendre à d'autres luttes,.

## Galerie

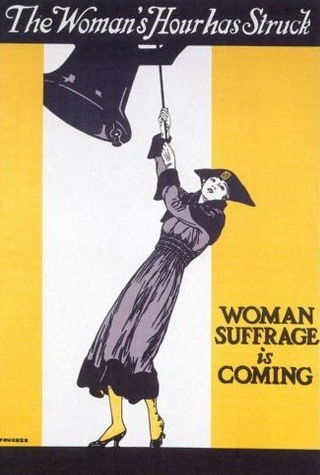
Affiche américaine pour le suffrage féminin (1916).
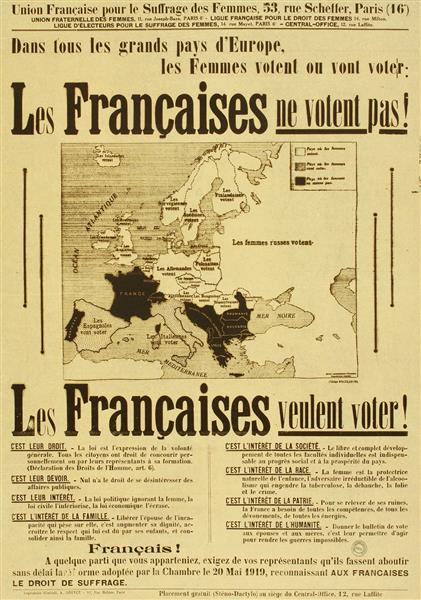
Affiche pour le droit de vote des femmes en France (1934).
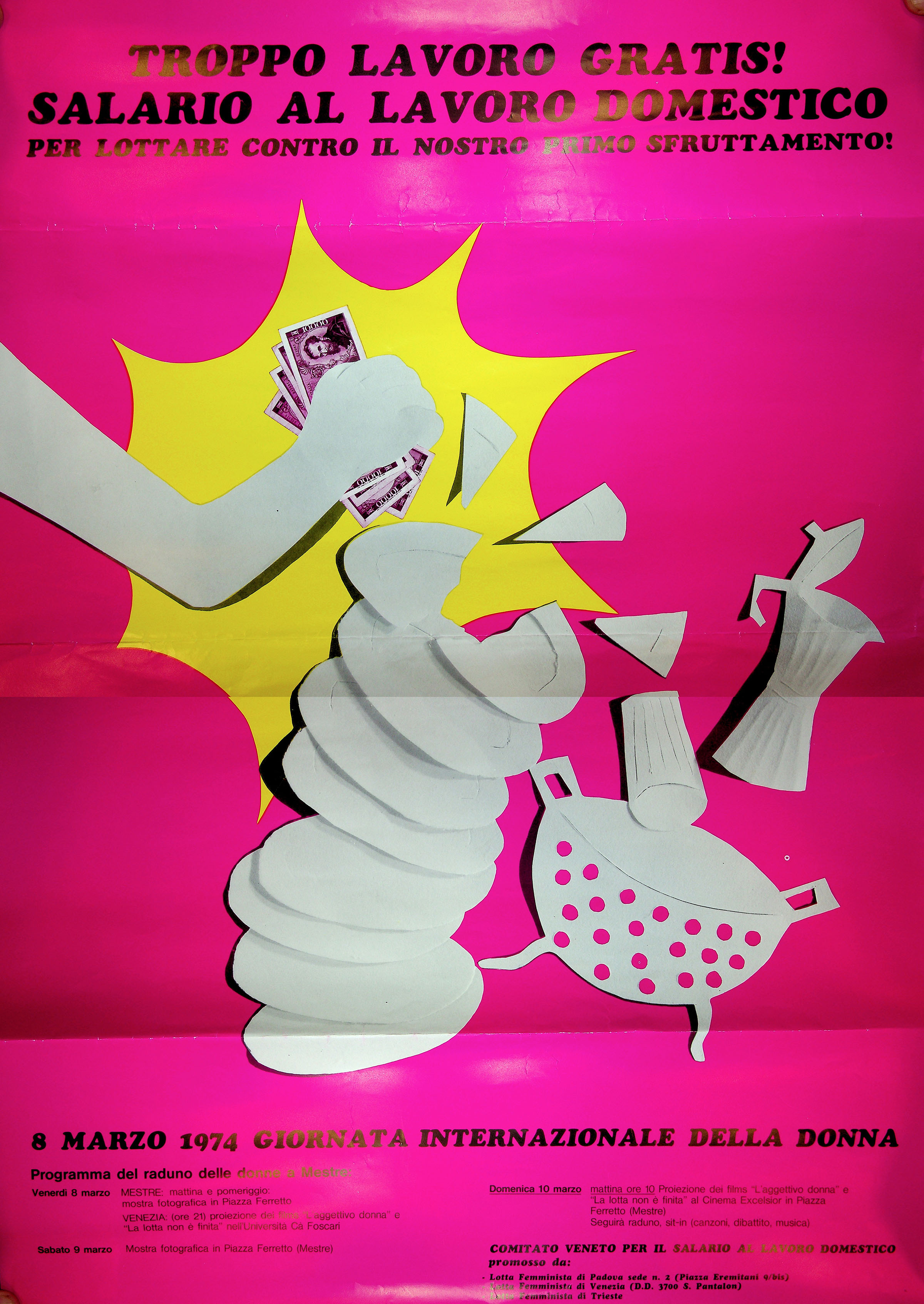
Affiche italienne des années 1970 à l'occasion de la Journée internationale des femmes.